# ぶーばーがー
『ぶーばーがー』は、日本のCGによるクレイアニメ。一部に実写を取り入れている。
1995年から1997年にかけて、NHK教育のプチプチ・アニメの枠で放送された。

## 登場人物
ぶーばーがー
ブタのようでハンバーガーのように見える謎の生き物。食いしん坊な性格。
ミニチュアシュナウザー
「こうえん」でぶーばーがーの友達になった犬。実写のミニチュアシュナウザーがキャラを演じている。公園で遊び最後はぶーばーがーから餌をもらい喜びながら帰っていった。

## スタッフ
- アニメーション：IKIF
- 音楽：谷川賢作

## 各話リスト
| 話数 | サブタイトル    |
| ---- | --------------- |
| 1    | くだもの        |
| 2    | 3時のおやつ     |
| 3    | ピクニック      |
| 4    | こうえん        |
| 5    | うみ            |
| 6    | なにたべてるの? |
| 7    | 19              |
| 8    | おしえて        |

## 補足
- ポニーキャニオンでVHSとDVDが発売されているが、いずれも第1話『くだもの』は未収録（理由は不明）。
- オレンジ色のぶーばーがーが『わくわく動物園』という5分番組に声付き（声優：佐藤智恵、こおろぎさとみ）で出演している。

## 参考
- allcinema による作品紹介